# ماساکی کاندا
ماساکی کاندا (انگلیسی: Masaki Kanda؛ زادهٔ ۲۱ دسامبر ۱۹۵۰) بازیگر اهل ژاپن است. او همسر سابق ماتسودا سیکو و پدر سایاکا کاندا است. 